# Mistrzostwa Europy w Łyżwiarstwie Szybkim w Wieloboju 1913
23. mistrzostwa Europy w łyżwiarstwie szybkim w wieloboju odbyły się w dniach 22–23 lutego 1913 roku w Petersburgu, w Imperium Rosyjskim. W zawodach brali udział tylko mężczyźni. Zawodnicy startowali na czterech dystansach: 500 m, 1500 m, 5000 m i 10000 m. Do biegu na 10000 m kwalifikowała się najlepsza 10 po 3 dystansach. Mistrzem został reprezentant gospodarzy Wasilij Ipolitow.

## Uczestnicy
W zawodach wzięło udział 16 łyżwiarzy z 3 krajów. Sklasyfikowanych zostało 10.
| Państwa biorące udział w mistrzostwach | Państwa biorące udział w mistrzostwach | Państwa biorące udział w mistrzostwach |
| -------------------------------------- | -------------------------------------- | -------------------------------------- |
| Imperium Rosyjskie                     | Norwegia                               | Wielka Brytania                        |

## Wyniki
- DNS – nie wystartował, DNF – nie ukończył, NC – nie zakwalifikował się

| Pozycja | Zawodnik           | Kraj               | 500 m      | 5000 m        | 1500 m       | 10000 m       | Suma pkt. |
| ------- | ------------------ | ------------------ | ---------- | ------------- | ------------ | ------------- | --------- |
| 01 !    | Wasilij Ippatow    | Imperium Rosyjskie | 47.0 (2.)  | 9:09.2 (1.)   | 2:25.4 (1.)  | 18:51.0 (3.)  | 7         |
| 02 !    | Oscar Mathisen     | Norwegia           | 45.4 (1.)  | 9:11.2 (2.)   | 2:26.8 (2.)  | 18:53.4 (4.)  | 9         |
| 03 !    | Nikita Najdenow    | Imperium Rosyjskie | 50.0 (5.)  | 9:22.4 (4.)   | 2:31.8 (3.)  | 18:32.2 (1.)  | 12        |
| 4.      | Płaton Ippolitow   | Imperium Rosyjskie | 50.4 (8.)  | 9:21.2 (3.)   | 2:34.8 (5.)  | 18:39.2 (2.)  | 15        |
| 5.      | Nikołaj Rundialcew | Imperium Rosyjskie | 48.6 (4.)  | 9:45.2 (6.)   | 2:35.8 (6.)  | 20:02.0 (7.)  | 21        |
| 6.      | Jewgienij Koroliow | Imperium Rosyjskie | 50.3 (7.)  | 9:40.0 (5.)   | 2:37.8 (8.)  | 19:52.2 (6.)  | 22        |
| 7.      | Rudolf Munna       | Imperium Rosyjskie | 51.0 (9.)  | 10:09.8 (9.)  | 2:40.6 (9.)  | 19:10.6 (5.)  | 26        |
| 8.      | Josef Zajcew       | Imperium Rosyjskie | 52.4 (12.) | 10:13.0 (10.) | 2:43.0 (11.) | 21:31.1 (10.) | 34        |
| 9.      | Frederick Dix      | Wielka Brytania    | 54.6 (15.) | 10:14.0 (11.) | 2:44.3 (12.) | 20:19.4 (8.)  | 36        |
| 10.     | Artur Kuk          | Imperium Rosyjskie | 53.6 (14.) | 10:15.6 (11.) | 2:48.4 (14.) | 20:20.2 (9.)  | 38        |
| NC      | Martin Sæterhaug   | Norwegia           | 47.2 (3.)  | 9:48.0 (7.)   | 2:33.6 (4.)  | 99:59.9 !     |           |
| NC      | Axel Lihr          | Imperium Rosyjskie | 50.2 (6.)  | 10:19.6 (13.) | 2:37.0 (7.)  | 99:59.9 !     |           |
| NC      | Stepan Nekrasow    | Imperium Rosyjskie | 51.6 (10.) | 10:03.2 (8.)  | 2:42.6 (10.) | 99:59.9 !     |           |
| DNS     | Erkki Vanhala      | Imperium Rosyjskie | 51.8 (11.) | 10:41.6 (14.) | DNS          | 99:59.9 !     |           |
| DNF     | Nikołaj Neczajew   | Imperium Rosyjskie | 52.4 (12.) | DNF           | 2:49.6 (15.) | 99:59.9 !     |           |
| DNF     | Michaił Byczkow    | Imperium Rosyjskie | DNF        | 10:46.8 (15.) | 2:47.4 (13.) | 99:59.9 !     |           |